# Drosophila shwezayana
Drosophila shwezayana är en tvåvingeart som beskrevs av Masanori Joseph Toda 1986. Drosophila shwezayana ingår i släktet Drosophila och familjen daggflugor.
Artens utbredningsområde är Myanmar.